# کمرکولی چینی
کمرکولی چینی (نام علمی: Sitta villosa) نام یک گونه از تیره کمرکولی است.